# Mariä Heimsuchung (Fahrenberg)

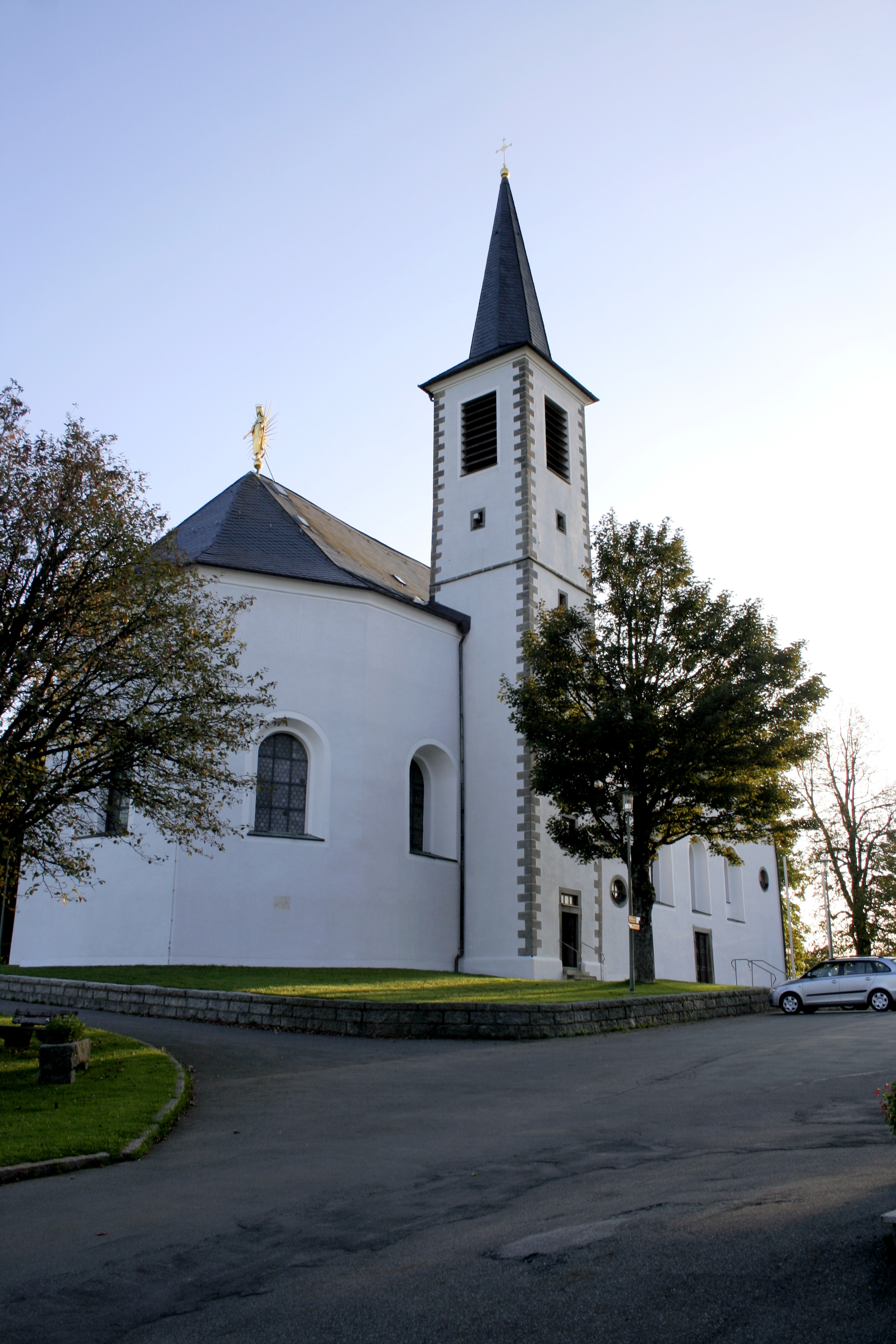
Fahrenberg, Mariä Heimsuchung

Die römisch-katholische Wallfahrtskirche Mariä Heimsuchung  steht in Fahrenberg, einem Gemeindeteil des Marktes Waldthurn im Landkreis Neustadt an der Waldnaab in Bayern. Die Kirchengemeinde gehört zum Dekanat Neustadt an der Waldnaab des Bistums Regensburg.

## Beschreibung
Die Saalkirche wurde 1779 errichtet. Sie besteht aus einem Langhaus mit fünf Jochen und einem eingezogenen, dreiseitig geschlossenen Chor mit zwei Jochen im Osten, an dessen Nordwand ein Chorflankenturm steht, in dessen Glockenstuhl vier Kirchenglocken hängen, und der mit einem achtseitigen Knickhelm bedeckt ist. Die Altarretabel des Hochaltars im Chor und der beiden Seitenaltäre vor dem Chorbogen schuf Thaddäus Rabusky. Auf der Empore steht eine Orgel.